# Stevens Barclais
Stevens Barclais (Montmorency, 9 de julio de 1984) es un deportista francés que compitió en taekwondo.
Ganó una medalla de bronce en el Campeonato Mundial de Taekwondo de 2013 y una medalla de bronce en el Campeonato Europeo de Taekwondo de 2016, ambas en la categoría de –63 kg.

## Palmarés internacional
| Campeonato Mundial | Campeonato Mundial | Campeonato Mundial | Campeonato Mundial |
| Año                | Lugar              | Medalla            | Categoría          |
| ------------------ | ------------------ | ------------------ | ------------------ |
| 2013               | Puebla (México)    | Medalla de bronce  | –63 kg             |
| Campeonato Europeo |                    |                    |                    |
| Año                | Lugar              | Medalla            | Categoría          |
| 2016               | Montreux (Suiza)   | Medalla de bronce  | –63 kg             |